# Robert Gaffney
Robert „Bob“ Gaffney (* 8. Oktober 1931 in Bronx New York; † 24. November 2009) war ein US-amerikanischer Filmproduzent, Kameramann, Filmregisseur und Filmschaffender, der 1962 mit dem Kurzfilm Rooftops of New York für einen Oscar nominiert war.

## Biografie
Gaffney verließ das Iona College, das er zwei Jahre besucht hatte, um bei Louis de Rochemont, dem Schöpfer der Wochenschau The March of Time als Bürobote, sodann Filmredakteur und schließlich als Produzent und Regisseur sowie als Kameramann zu arbeiten. Während seiner Zeit bei Rochemont arbeitete Gaffney an dem Dokumentarfilm Cinerama Holiday mit und entwarf, baute und betrieb die Kamera für den von Cinemiracle präsentierten Film Windjammer von Rochemont.
Bald darauf gründete Gaffney seine eigene Firma, Seneca Productions, mit der er in erster Linie Dokumentarfilme verwirklichte, von denen viele in dem von ihm geliebten Format 70 mm gedreht wurden. Gleich mit seinem ersten Film Rooftops of New York (1961) konnte Gaffney als Produzent eine Oscarnominierung für sich verbuchen, zwei weitere Filme Wehrhafte Schweiz (Fortress of Peace, 1964) und Sky Over Holland (1967), bei denen Gaffney an der Kamera stand, wurden ebenfalls für einen Oscar in der Kategorie „Bester Kurzfilm“ nominiert.
1962 führte Gaffney Regie bei dem Horror-Science-Fiction-Film Frankenstein Meets the Spacemonster, in dem ein Atomkrieg auf dem Mars zur Folge hat, dass es dort keine Frauen mehr gibt, was ein Besuch auf der Erde ändern soll. In dem romantischen Drama Light Fantastic arbeitete Gaffney 1964 erneut, wie schon in Rooftops of New York, mit Robert McCarty zusammen. Im Film bringt ein gut aussehender Tanzlehrer eine einsame Sekretärin dazu, einen langjährigen Vertrag zu unterzeichnen. Im selben Jahr produzierte Gaffney noch die Filmkomödie Der Störenfried, in der ein naiver Farmer aus New Jersey nach Greenwich Village zieht, um dort ein Kaffeehaus zu eröffnen. Im Jahr darauf war Gaffney als Produzent an der dramatischen Komödie Harvey Middleman, Feuerwehrmann von Ernest Pintoff beteiligt. Der Feuerwehrmann Harvey führt ein glückliches Familienleben, verliebt sich jedoch in eine junge Frau, die er bei einem Brand gerettet hat.
Als Stanley Kubrick, mit dem Gaffney befreundet war, ihn 1968 bat, nach England zu kommen, um dort zusammen mit ihm seinen neuen Film Napoleon vorzubereiten, verbrachte Gaffney zwei Jahre mit der Vorproduktion des Films, der dann allerdings nie produziert wurde. Gaffney hatte Kubrik schon bei seinem Film Lolita unterstützt drehte auch die Endsequenz zu dessen Film 2001: Odyssee im Weltraum im Monument Valley.
Nach seiner Rückkehr in die Vereinigten Staaten im Jahr 1970 war Gaffney damit beschäftigt, Fernsehwerbung für große Werbeagenturen zu drehen. Er gründete seine eigene Produktionsfirma Bob Gaffney Productions, wo hunderte von Werbespots für bedeutende Marken entstanden. Diese Produktionen führten ihn an viele verschiedene Orte, so besuchte er viele Länder Europas, war in der Sahara und in Neuseeland.
Robert Gaffney, der auch Mitglied der Directors Guild of America und der International Cinematographers Guild war, wurde 78 Jahre alt.

## Filmografie (Auswahl)
- 1961: Rooftops of New York (Dokumentar-Kurzfilm; Produzent)
- 1962: Frankenstein Meets the Spacemonster (Regie)
- 1962: An Answer (Dokumentar-Kurzfilm; Produzent, Regie)
- 1962, 1963: Story of… (dokumentarische Fernsehserie, Folgen Story of an Actress und Story of a Harness; Kamera)
- 1964: Light Fantastic (Produzent)
- 1964: Der Störenfried (The Troublemaker; Produzent)
- 1965: Harvey Middleman, Feuerwehrmann (Harvey Middleman, Fireman; Co-Produzent)
- 1965: Wehrhafte Schweiz (Oscartitel Fortress of Peace, Kurzfilm; Kamera)
- 1967: Sky Over Holland (Dokumentar-Kurzfilm; Kamera)
- 1968: 2001: Odyssee im Weltraum (2001: A Space Odyssey; Kamera: Aufnahmen Monument Valley)
- 1973: Super Fly T.N.T. (Kamera)

## Auszeichnungen (Auswahl)
Oscarverleihung 1962
- Oscarnominierung für Robert Gaffney und den Film in der Kategorie „Bester Kurzfilm“ (Live Action).
Die Trophäe ging jedoch an Hilary Harris und seinen Film Seawards the Great Ships,[2] der die Schiffsbauindustrie am Clyde in Schottland beleuchtet.
- Goldener Löwe auf dem Filmfestival von Venedig
- Goldene Palme auf dem Filmfestival von Cannes
- Clio Award für Dannon Joghurt vom Werbeclub Russian Old People
- Annie Award (mehrfach) und Eintrag in der Commercial Hall of Fame